# Володимирівка (Новоукраїнський район)
Володи́мирівка — село в Україні, у Добровеличківській селищній громаді Новоукраїнського району Кіровоградської області. Населення становить 18 осіб. Орган місцевого самоврядування — Добровеличківська селищна рада.

## Населення
Згідно з переписом УРСР 1989 року чисельність наявного населення села становила 32 особи, з яких 13 чоловіків та 19 жінок.
За переписом населення України 2001 року в селі мешкало 18 осіб. 100 % населення вказало своєю рідною мовою українську мову.